# Ranunculus tetrandrus
Ranunculus tetrandrus W.T. Wang – gatunek rośliny z rodziny jaskrowatych (Ranunculaceae Juss.). Występuje endemicznie w południowych Chinach, w południowo-wschodniej części Tybecie. 

## Morfologia
PokrójBylina o lekko owłosionych pędach. Dorasta do 5 cm wysokości.
LiścieSą trójdzielne lub trójsieczne. W zarysie mają kształt od romboidalnego do trapozoidalnie owalnego, złożone z podłużnie odwrotnie owalnych segmentów. Mierzą 0,5 cm długości oraz 0,5 cm szerokości. Czasami są lekko skórzaste. Nasada liścia ma klinowy kształt. Ogonek liściowy jest nagi i ma 1,5–2,5 cm długości.
KwiatySą pojedyncze. Pojawiają się na szczytach pędów. Mają żółtą barwę. Dorastają do 6 mm średnicy. Mają 5 podłużnie odwrotnie owalnych działek kielicha, które dorastają do 2–3 mm długości. Mają 5 odwrotnie owalnych płatków o długości 3–4 mm.
OwoceNagie niełupki o odwrotnie jajowatym kształcie i długości 1 mm. Tworzą owoc zbiorowy – wieloniełupkę o jajowatym kształcie i dorastającą do 3 mm długości.

## Biologia i ekologia
Rośnie na łąkach, morenach, w miejscach, gdzie zalega śnieg. Występuje na obszarze górskim na wysokości około 4500 m n.p.m. Kwitnie w lipcu. 